# Guram Sagaradze
Guram „Guliko” Rewazowicz Sagaradze (gruz. გურამ (გულიკო) საღარაძე; ros. Гурам Ревазович Сагарадзе; ur. 21 marca 1939 w Tbilisi) – radziecki zapaśnik walczący w stylu wolnym. Wicemistrz olimpijski z Tokio 1964, w kategorii do 78 kg.
Mistrz świata w 1963 i 1963; drugi w 1966 i 1967. Brązowy medalista mistrzostw Europy w 1968 roku.
Mistrz ZSRR w 1964, 1965 i 1966; drugi w 1967; trzeci w 1968 roku. Zakończył karierę w 1969 roku. Pracował jako trener reprezentacji Gruzji. Działacz sportowy. Odznaczony orderem „Czerwonego Sztandaru Pracy”.